# Grylloblatta
Grylloblatta là một chi côn trùng thuộc họ Grylloblattidae. Chi có 11 loài, bao gồm Grylloblatta chirurgica, hầu hết chỉ ở các vùng có độ cao và vĩ độ cao của Hoa Kỳ.